# Brig (Chorwacja)
Brig – wieś w Chorwacji, w żupanii istryjskiej, w gminie Vižinada. W 2011 roku liczyła 115 mieszkańców.